# 民衆の敵〜世の中、おかしくないですか!?〜
『民衆の敵〜世の中、おかしくないですか!?〜』（みんしゅうのてき よのなか、おかしくないですか）は、2017年10月23日から12月25日まで毎週月曜日21:00 - 21:54に、フジテレビ系「月9」枠で放送されたテレビドラマ。主演は篠原涼子。

## 企画・制作
ごく普通の主婦があることをきっかけに市議会議員となって世の中を変えていくといった内容の、月9枠では『CHANGE』以来の、政治を題材とした作品。
しばしば出演者が視聴者に向かって語り掛ける、「第四の壁を破る」手法がとられている。
舞台は架空の自治体・あおば市となっているが、設定にあたっては政令指定都市の中から千葉市がモデルとなり、千葉市議会議場や市内各地がロケ地として使用された。同市は都市部と農村部を併せ持ち、いろいろな切り取り方ができることや議場の規模感がドラマの世界に合っていたことなどが理由で、放送開始後は当時の現役千葉市長・熊谷俊人がSNS上で「解説」を行うなどした。この舞台を背景に市議会と女性市議を描き、放送当時の、女性政治家が良くも悪くも身近になった世界で社会問題を浮き彫りにすることを目的としている。

### ロケ地
ロケ地は千葉市内が中心であり、前述した千葉市議会のほか、千葉市中央公園、K'sハーバー、市営おゆみ野第一団地などが使用された。

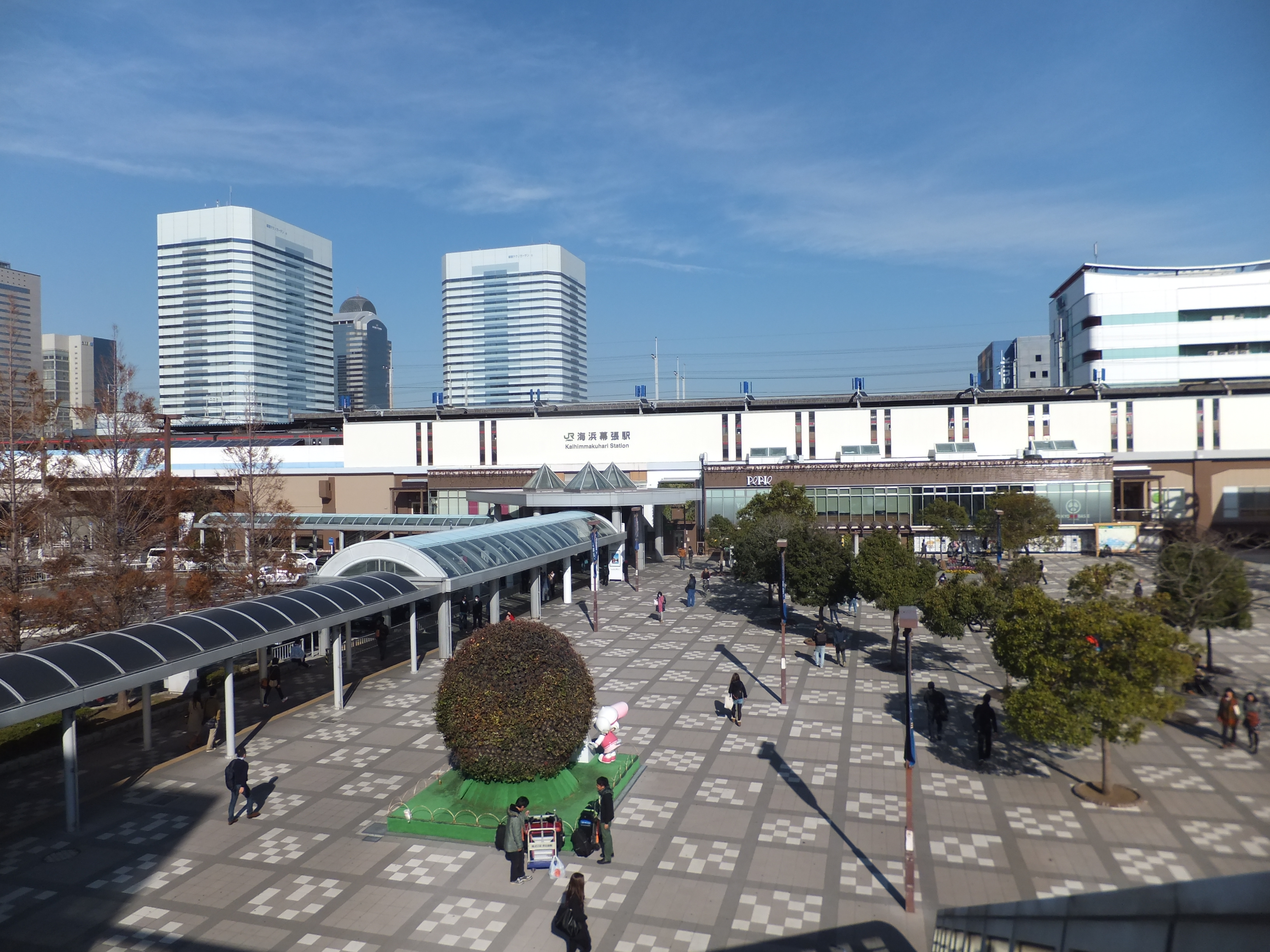
ロケ地・JR海浜幕張駅
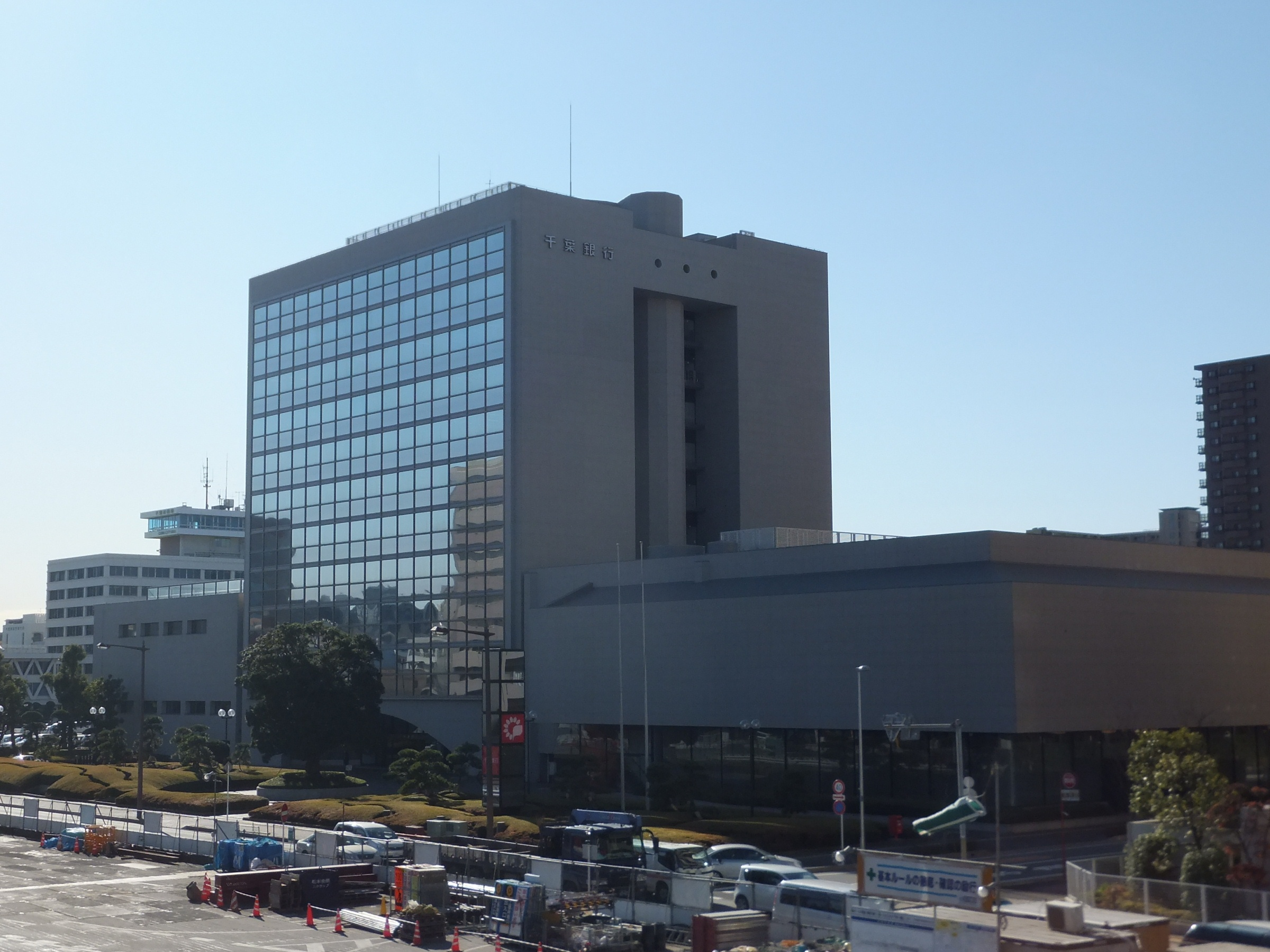
主人公が貯金を引き出すATMロケ地周辺（千葉銀行本店営業部）

## あらすじ
あおば市在住でオペレーター業務の仕事をしている高校中退の既婚女性・佐藤智子は、夫・公平と息子・駿平の3人で、手狭な団地住まいながらも楽しい家庭を築いていた。ある日智子は顧客からのクレームにマニュアル通りの対応をしなかった事で解雇される。同時に公平も社内の理不尽な状況に抗議して退職し、夫婦そろって無職となる。ささやかな贅沢すらも叶わない貧困状況にうんざりする智子は、なれる可能性では正社員よりも市議会議員の方が確率が高いことを知り、高額の議員報酬が得られるあおば市議会議員選挙への立候補を決意する。智子と公平は供託金（政令指定都市なので50万円）として貯金を引き出し、選挙管理委員会で立候補手続を済ませたが、既に他の候補たちは手続済みで遅れを取る。演説する場所を探すにも右往左往し、ようやく見つけた広場では、後からやって来た同市議選候補の藤堂誠に横取りされてしまう。しかし智子はそれに割りこんで、低学歴の貧困家庭の立場をアピールし候補としての決意表明を熱弁、聴衆を惹きつけ藤堂からもエールを送られる。そばで聞いていた智子のママ友・平田和美も感銘を受け、選挙活動に協力するようになる。投開票日、一旦は落選した智子だったが、当選したライバル候補が病気で辞退したため繰り上げ当選を果たす。初登庁の日、市長・河原田晶子が開会のあいさつをする中、智子は居眠りをしている犬崎派の市議・前田康を小突いて騒動を起こし、市議会のドン・犬崎和久に目を付けられる。

## キャスト

### 主要人物
佐藤 智子〈40〉
演 - 篠原涼子（幼少期：吉澤梨里花）
あおば市議会新人議員 → あおば市長 → 衆議院議員。
クレーム対応オペレーターの仕事をしていたが前述の理由で解雇され無職となる。父がギャンブル依存症で、母が男にだらしないホステスという環境で高校中退し働いてきたため、最終学歴は中卒で資格なども持っていない。 市議選に立候補し、当初は落選したものの磯部が病気で倒れて辞退したため、繰り上げで初当選した。当選後は「子育て支援の政策に携わりたい」との思いから文教委員会への所属を希望し、そのために議会多数派の犬崎会派に入る。
活動報告として、汚職まみれの人がいるとの情報が届き調査するとツイートした事により、藤堂・未亜・岡本・園田の新人議員と和美も同調して裏付け調査に動き出す。その後、汚職内容が児童会館建設で分かり次第報告するとツイートした事により、議会中を巻き込む大騒動となってしまう。河原田の市長辞任に伴う市長選に、犬崎に推薦されて出馬し当選した。
「あおば台保育園」でニューポート行政代執行についての緊急記者会見を開き、富田と前田を解任するクーデターを起こす。
犬崎らによって自身の不正献金発覚がでっち上げられ、リコール請求運動が始まった時に河原田の汚職疑惑を思い出し、河原田のところに行って確認したところ、2つとも解任した富田が絡んでいることが分かり、彼を捜して証言させようとする。その後、藤堂の協力もあり富田の証言により疑惑が晴れリコール請求運動が取り下げられた。
産業廃棄物処理場建設を、賛成派と反対派が直接意見を述べ合う「市民の議会」を開いて議論するように提案し、何回か開催された後そこで民衆の敵は「一人一人の無関心」あることを述べる。3年後は既にあおば市長を辞めて衆議院議員に鞍替えしている。
藤堂 誠〈35〉
演 - 高橋一生
あおば市議会新人議員 → あおば市副市長 → 衆議院議員。
祖父が元防衛大臣、父・英一朗が日本政民党の重鎮、長男・明が衆議院議員と代々続く政治家一家の次男。大学院で政治政策を学んだ後、コロンビア大学に留学するという経歴を持つ。日本政民党公認で市議選に立候補し、トップ得票数で初当選を果たす。
私生活では「渡辺」の偽名を名乗って古いアパートの一室に風俗嬢の莉子を呼び、彼女に逃避願望を語るなどの一面を持っている。
智子のクーデターにより彼女から副市長を依頼され、熟慮の末市議会議員を辞職して引き受ける。
犬崎会派の不正流用された領収書を持ち込み、和美にスクープしてほしいとリークする。
智子が河原田を副市長にすることに反対し、「ニューポート計画」に賛成の立場であることを述べる。そして、計画の本来の目的は父・英一朗が問題を抱えている産業廃棄物処理場を建設することと智子に明らかにし、智子が公約としている福祉政策は産廃処理場の補助金ですればよいと主張する。3年後は衆議院議員に鞍替えする。
犬崎 和久
演 - 古田新太
あおば市議会議員。同市議会のドン。喫煙者であり、電子タバコを愛煙する。
河原田の辞任に伴うあおば市長選挙に、智子に出馬するようにお願いする。
智子に福祉事業を実行させることを引き換えに、「ニューポート計画」を自分の望み通りに進めようとしている。突然ニューポート関連計画のアミューズメントパーク「あおばランド」建設に関して前田を通じて発表させ、同時に「あおばランド」建設を盾にしてリコール運動も行っている。また、智子に対する不正献金もでっち上げる。
不正献金していることと富田の証言で自身の悪用が明らかになり、議員辞職に追い込まれ、3年後は孫と悠々自適な暮らしをしている。
河原田 晶子
演 - 余貴美子
あおば市長 → 大学の都市経済学科教授 → あおば市長。
智子が市議会議員になってからの市長実績は、会派ごとに配置されていた議席をランダムに振り分けたこと、公約通りに犬崎が推進していた「ニューポート計画」を白紙化したこと。
智子が児童会館建設の汚職をツイートしたことにより、請負会社・牧村建設の社長が自分の後援会長をしている関係で、汚職を疑われる。望月の自殺後の記者会見で、児童会館建設の汚職は全て望月の一存で行ったものとして彼を切り捨て、自らの潔白を証明するために市民の信任を問う形で市長を辞任し、選挙に再出馬したが智子に敗れて落選する。落選後は、とある大学の教授を務めている。
智子により汚職疑惑の冤罪が晴れて、3年後はあおば市長に復帰する。
佐藤 公平
演 - 田中圭
智子の夫。元フリーターの専業主夫。
職場で同僚のアルバイト留学生の扱いを巡って上司と口論して退職し、以降はイクメンとして智子を全面バックアップする。上を見ず贅沢をせずに生活していけばいいという考えの持ち主だが、智子の思いを理解して応援する。中学の時、「将来は専業主夫になる」と文集に書いて母・悦子に怒られる。
3年後も専業主夫として、智子の議員活動を支える。
平田 和美
演 - 石田ゆり子
千葉報知新聞社 記者→フリージャーナリスト。
同僚だった西村からの精子提供を受けて生まれた一人娘を持つシングルマザー。酔うと笑い上戸になる。
政治部記者だったが、産休明けに社史編纂室に人事異動させられる。その後「産休前後の女性社員の配属先に関する調査報告書」を人事部に提出して、文化部の遊軍記者に異動する。
記者活動をしながら情報収集等で智子をサポートしたりアドバイスを送ったりしている。智子があおば市長就任後は一時対決姿勢を見せるものの、彼女が犬崎に利用されているのが分かって助けを求められた事により、「あおば台保育園」での彼女の緊急記者会見のお膳立てをする。
智子の不正献金疑惑に関連して、藤堂から犬崎会派の不正流用された領収書を受け取り、大スクープして政治部に戻れる機会を与えられるが、自身の嗅覚で世の中のおかしなことを暴くためにフリージャーナリストに転身する。その後、書籍『佐藤智子の挑戦 あおば市の投票率を全国一にした市長』を出版し、ベストセラーとなった。

### あおば市議会関係者
小出 未亜〈26〉
演 - 前田敦子
あおば市議会新人議員。元グラビアアイドル。
岡本と同じあおば市立青葉中学校出身で、彼の2年後輩。日頃からSNSで政治活動を行っている。 市議になるきっかけは、グラビアアイドルとして若手が台頭し自身が低迷し路線転換を考えていた頃、通っていたダイエット教室に犬崎の妻がいたことであることが『片思いの敵』で明かされている。
日本政民党公認で市議選に立候補し、智子と共に初当選を果たす。市議会議員に当選後は議会多数派である犬崎派に所属していたが、泣き落としという汚い手を使って「ニューポート計画」反対派を丸め込む犬崎に嫌気が差して脱退した。その後、市役所の若手職員を集めて、市長の智子に協力するように呼び掛けた。
中学時のあだ名は「コデブー」。今までは太っていた中学時の写真をスマホに保存していたが、過去と決別して削除した。
常に多数派側に付こうとする、典型的「政界渡り鳥」。
3年後は子供を授かるも、引き続きあおば市議会議員を続けている。
岡本 遼〈28〉
演 - 千葉雄大
あおば市議会新人議員。
河原田の強力なバックアップの下、共進党公認で市議選に立候補し、智子と共に初当選を果たす。智子の市長就任後、共進党会派から無所属に所属変更する。政治姿勢は正論を貫き通す立場。
未亜と同じあおば市立青葉中学校出身で、バスケ部のスターだった。親は商店街で電器店を営んでいたが、店が潰れ夜逃げした過去を持つ。「コデブー」の存在自体は知っていた。
初登庁前に、親が電器店を営んでいた「さつきが丘名店街」で商店街を立て直す等の演説をする。「あおば市の商店街の活性化に関する決議」の案を本会議で演説し、智子が事前に行った犬崎への根回しによって賛成多数で可決される。
智子が見切り発車的に商店街で子ども食堂を始め、混乱が生じたとき、智子を「学芸会と変わらない」と厳しく叱責した。
智子の不正献金発覚報道を見て河原田の汚職疑惑を思い出し、河原田のところに行って潔白であるのを信じなかったことに対して彼女に謝罪した。
3年後もあおば市議を務めている。
園田 龍太郎〈38〉
演 - 斎藤司（トレンディエンジェル）
あおば市議会新人議員。
市議選に立候補し、智子と共に初当選を果たす。農業地域の意見を代弁する姿勢で、無所属で活動する。市議としての初めての仕事は、支援者の家の鼠の駆除。
若宮 寛
演 - 若旦那
犬崎の私設秘書。富田の証言で犬崎に愛想を尽かして彼から離れる。
望月 守
演 - 細田善彦
河原田の私設秘書。同性愛者。智子には「モッチー」と呼ばれる。
5000万円の汚職は河原田のことを思って独断で行った行為であったが、後に小野にはめられたことが分かりひどく落胆する。議会で河原田の汚職疑惑による百条委員会が開かれている最中に自殺した。
安部 崇裕
演 - 久保田悠来
あおば市議会事務局書記。
あおば市議会議長
演 - 川守田政人
富田 恭一
演 - 渡辺いっけい（第5話 - 最終話）
あおば市役所福祉部福祉課長 → あおば市役所秘書課長。智子の秘書。
犬崎の指示で、市職員に対してニューポート開発の行政代執行をするように命令する。
智子によって秘書を解任させられた。
後に望月をはめた小野の直属の元上司だと判明し、河原田にありもしない汚職をかけるのに協力したことと智子に不正献金に見せかける工作をしたことが、自身で行われたことが明らかになる。後に智子と会い証言するように依頼されるが物別れに終わったが、藤堂からの依頼で証言する気持ちに変わり、記者たちにこれらは犬崎の命令で行われたことと告発する。
前田 康
演 - 大澄賢也
あおば市議会議員 → あおば市副市長。
市長・河原田の開会あいさつ中に、居眠りをして智子に小突かれるところの動画がアップロードされ、恥をかかされる。
市長選に出馬して河原田との泥仕合に持ち込み、後から出馬した智子を当選させる一役を買う。その後、あおば市副市長に就任するものの、智子によって解任させられた。
犬崎が失脚する前に、彼に離党届を提出した。

### その他
西村 健吾
演 - 長谷川朝晴
千葉報知新聞社政治部記者。春奈の上司。和美のかつての同僚で、彼女の記者活動をサポートしたり根回しをしたりしている。和美に精子提供もしている。
藤堂 明
演 - 山中崇史
藤堂の兄で衆議院議員。犬崎と面識がある。
藤堂と辻宮重工社長令嬢との縁談を進めている。彼の内偵調査を探偵に依頼して風俗嬢の莉子と会っている事が分かり、別れるように叱責する。
莉子
演 - 今田美桜
藤堂が常連客のデリヘル「エンジェルガールズ」の風俗嬢。本名は「金村沙希」。
藤堂の隣部屋の住人に指名され待っている時に、雨でびしょ濡れになった藤堂とすれ違い、彼が倒れて看病してから数度指名される。弟を学校に行かせるために風俗嬢を始める。
「アウトレットパークあおば」で買い物中に、竣工記念式典で祝辞を述べている藤堂を見て、彼が「渡辺」と名乗っているのは偽名であることに気付く。
3年後は介護の勉強をしている。
佐藤 駿平
演 - 鳥越壮真
智子と公平の息子。
卵焼きを貧乏のため食べられないステーキと思い込んで食べようとするなど、想像力を駆使して生活を楽しんでいるが、子供なりに家庭の現状を把握しており、家族を思っての貧困打破を理由とする智子を応援する。
青井 春奈
演 - 未来
千葉報知新聞社政治部記者。
河原田の「ニューポート計画」中止記者会見で質問してその新聞記事を書いたが、同社の上層部に新聞記事の最後を「市民からも反発の声があがりそうだ」と勝手に付け加えられた。
平田 あかね
演 - 野澤しおり
和美の娘。和美が働いている間は、公平に面倒を見てもらっている。

### ゲスト
複数話登場の人物はキャスト名横の（）内に話数を記載。

#### 第1話
みさと
演 - ちすん（第2話・第3話・第7話）
智子にクレーム対応された顧客。購入した防水タブレットが、雨に濡れて故障した事によりクレームの電話を入れ、その後は金銭面の苦労話をする。第2話以降ではママ友として登場。第7話では、智子の緊急記者会見をサポートする。
小山田 香
演 - 江口のりこ（第2話・第3話）
上場企業の総務にいた。和美の紹介で智子の選挙活動に協力し、ママたちが集まる場所として生鮮卸値市場を選ぶ。
恭子
演 - MEGUMI（第2話）
表向きは智子の選挙活動を応援するものの、陰で智子が中卒であることをバカにする。
西田 マキ
演 - 菜葉菜（第2話・第7話）
会計士。和美の紹介で智子の選挙活動に協力し、子育て世代が集まる場所として幼稚園を選ぶ。第7話では、智子の緊急記者会見をママ友の中心になって設営準備をする。
和泉 いずみ
演 - 松岡璃奈子（第2話・第7話）
広告代理店でイベントの企画を担当していた。和美の紹介で智子の選挙活動に協力し、SNSを勧める。第7話では、智子の緊急記者会見を報道関係者に配信する。
磯部 真蔵〈69〉
演 - 笹野高史（第6話）
8期32年の経験と実績をもつ元あおば市議会議員。
日本政民党公認で市議選に立候補し、犬崎の指示で智子に対し、子供の保育に関するネット上でのバッシングや、演説会でのやじなど妨害工作を行う。最後の1議席を智子と争って再当選したものの、当選後に病気で倒れたため辞退する。辞退後は、妻とのんびり過ごしている。
オペレーター
演 - 桐谷美玲（Special Thanks）
智子が勤めていた「ベルメール」のクレーム処理担当。マニュアル通りの業務をこなす。
会社員
演 - 成田凌（Special Thanks）
名も無い労働者。サービス残業をさせられている。
柴崎 元道
演 - 浜田晃
元内閣総理大臣。藤堂の街頭演説に参加した。
智子の元上司
演 - 小松利昌
智子が勤めていた「ベルメール」の上司。マニュアル通りにクレーム対応しなかった智子を解雇する。
広沢 健司〈56〉
演 - 森下能幸
江崎市議会議員。公費400万円を私的流用していた。
恭子と共にいるママ友
演 - 今藤洋子（第2話）、あべまみ（第2話）
佐藤 悦子
演 - 田島令子 （第2話・第8話）
公平の母。栃木県高森市立取野中学校校長。智子に国語辞典をプレゼントする。
公平が和美と一緒に写っている写真が不倫としてネット拡散されているのを見て、急遽公平宅に駆け付ける。

#### 第2話
山下 圭子
演 - 水川あさみ（中学時代：瑞城さくら）
あおば市に住む主婦。旧姓は尾崎。
「迂回路建設によるあおば西公園の取り壊しについて」の反対の陳情書をあおば市議会に提出する。その公園で、中学のときにいじめを受けていたことを智子に話す。智子は圭子の話に一定の理解を示しつつ、議会の議決では犬崎会派の人間として公演取り壊しに賛成票を投じた。
犬崎
演 - シルク
犬崎の妻。智子に「マノロ・ブラニク」のハイヒールをプレゼントする。
前田
演 - 清水よし子
前田の妻。夫が智子に小突かれた動画を流され、夫を「恥ずかしくて街を歩けない」と叱責した。
人事部長
演 - 樋渡真司
和美が務める千葉報知新聞社の人事部長。
和美に転属願を提出されて、記者職復帰を検討する。
八百屋のおばさん
演 - 青木和代（第9話）
野菜の移動販売をしている。市議選に投票した智子にりんごをあげて激励する。
智子の不正献金発覚の新聞記事を見て騙されたと感じ、あおば市議会前で彼女に対して「あんたは民衆の敵なんだよ」と罵倒してりんごを投げつけた（投げつけられたりんごは智子をかばった藤堂の背中に当たった）。
酔っ払い小説家
演 - 友川カズキ
智子が居酒屋のバイト時代を回想するシーンで登場。

#### 第3話
今井 一馬〈31〉
演 - 渋谷謙人（第4話）
「あおば市小学女児誘拐事件」の容疑者。無職。
東京の一流企業に就職するものの、認知症の母のために会社を退職し、実家に戻って5年間介護した。
コンビニで見かけたかのんが空腹のあまり万引きしようとしたのに気付いたのがきっかけで知り合い、自宅に招きいれて1か月もの間一緒にコンピュータゲームを楽しんでいた。かのんが誘拐されたと騒動になった際、それが事実ではないにもかかわらず、かのんが児童養護施設に入れられ母親と引き離されるのを阻止するために、逮捕されても申し開きをせず犯行を認める。後に、冤罪が判明し保釈される。その後、智子に勧められて「あおばこども食堂」の手伝いをする。
小川 裕子〈38〉
演 - 安藤玉恵（第4話）
かのんの母。秋田市出身。パートを掛け持ちして、元夫の借金返済に務める。
多忙と貧困のため、かのんの面倒を充分に見ることができず飢えさせてしまい、空腹のあまり万引きをしたかのんの件で児童相談所に通告されている。
富子
演 - 梅沢昌代
市民として陳情を持ち込んだ女性。
上記事件で誘拐犯として逮捕された一馬のかつての隣人で、彼の冤罪を智子に主張する。
菅野
演 - 須田邦裕
上記事件を担当したあおば署巡査。
不審な男と小学生の女の子が手をつないで歩いているとの通報で聞き込み調査をし、一馬を誘拐容疑で逮捕する。
梅川 貴子
演 - 佐藤みゆき
コンビニの店長。香のママ友。
上記事件で聞き込み調査された時に、小学生の女の子がかのんであることを伝え、かのんの住むアパートを巡査の菅野に伝える。香に呼ばれた和美に、自分の店で深夜にかのんが菓子を万引きしたことを話す。
幹也
演 - 前田旺志郎
動画サイトに「Mikkyチャンネル」の名でチャンネル登録している青年。
一馬を「鬼畜」と言って家を隠し撮りしているのを智子と藤堂に見られ、智子が突っかかって来るところを人権蹂躙と訴えて動画をアップロードし、彼女をモンスター市議と悪者扱いにする。再度同じ行為をしているのを智子に見られた際は、人権万歳と訴えた彼女の動画をアップロードし、これにより視聴者の智子に対する印象が変化しつつある。
料理屋の店員
演 - 上地春奈
園田の幼馴染が開いている料理屋で働いている。園田から「まりちゃん」と呼ばれている。
料理屋の店主
演 - 平原テツ
園田の幼馴染。
小川 かのん〈8〉
演 - 白鳥玉季（第1話・第4話）
上記事件の被害者であおば市立池口小学校の女児。
母の裕子が夜は留守がちのため、深夜に徘徊することが多い。一馬の冤罪を晴らすために、智子に本当の事を話す。第1話はコンビニで立ち読みしている一場面で登場。

#### 第4話
克枝
演 - 鷲尾真知子
さつきが丘名店街の仲間。洋食「アザレア」を開いているものの開店休業状態だったが、智子の提案で「あおばこども食堂」に変えて再開させる。
昭二
演 - 山本龍二
克枝の夫。洋食「アザレア」のコック。腕に腱鞘炎がある。
ウェイトレス
演 - 宇野実彩子（AAA）（Special Thanks）
岡本と未亜がランチしたファミレス「爆弾ハンバーグ」のウェイトレス。
美智子
演 - 松本海希（最終話）
さつきが丘名店街の仲間。「あおばこども食堂」の手伝いをする。
岡本からの依頼で市民の議会に参加する。

#### 第5話
小野 佑樹
演 - 猪塚健太（第9話）
元あおば市役所福祉課職員。汚職まみれの人がいると智子に内部告発した「青葉士郎」の正体。
奨学金を借りて借金がふくらんだことが上司の富田の耳に入って、望月と愛人関係を演じて河原田のためになるからと汚職に加担させる罠にはめるように命じられる。後に、このことを智子・河原田・岡本に証言した。
記者
演 - 兼原良太郎（第9話）

#### 第6話
女子高生
演 - 藤原さくら
バス乗車中に泣いている赤ちゃんに対して怒鳴ったサラリーマンに激怒し、彼をバス停に降ろさせる。
農家のおじいさん
演 - 木下貴夫
智子に自分たちで栽培したきゅうりを「あおば美人」の名前で名物にさせるように懇願する。
怒鳴るサラリーマン
演 - 金剛地武志
バス乗車中に後ろの席で泣いている赤ちゃんに怒鳴ったものの、かえって周囲の乗客たちに迷惑がられてバス停に降りる。

#### 第7話
井上 新一郎
演 - 菅原大吉（第8話 - 最終話）
あおば市に住んでいる漁師。「ニューポート開発」に反対。
開発予定地に座り込んで反対運動を起こしている時に、行政代執行を言い渡され強制排除で連行される。その後、犬崎の集会でも彼の泣き落としに騙されず、ニューポート建設反対を維持している。後に、智子が呼びかけた産業廃棄物処理場に関する集いに反対の立場で参加する。
青島
演 - 福澤重文
あおばケーブルテレビの記者。和美からの依頼で智子の緊急記者会見の中継を実現させ、その記者会見で智子に厳しく追及する。
耀
演 - 加部亜門
親に内緒で不登校している私立中学生。公園でゲームしているところを藤堂に見つかる。地元の公立中学に友達と行きたかったが、親に私立の受験をさせられ、学校に行くのが嫌だった。

#### 第9話
農家のおじいさん
演 - 十貫寺梅軒（最終話）
園田からの依頼で市民の議会に参加する。

#### 最終話
藤堂 英一朗
演 - 山本圭
藤堂の父。日本政民党の重鎮。
産業廃棄物処理場をあおば市に建設させるために、誠をあおば市議会議員に送り込んだ。
屋外でくつろぐ男性
演 - 山本浩司
未亜からの依頼で「市民の議会」に参加する。
中村
演 - 原田文明
「ナカムラ文具店」の店主。犬崎に頼まれてパソコン購入の領収書を発行したが、和美にはパソコンを扱っていないことを伝える。
渡辺
演 - 佐藤寛太
智子が街頭で「市民の議会」参加を呼び掛けているを聞いて、感銘を受け参加した若者。後に他の若者にも参加を呼び掛ける。
女子高生
演 - 寒竹優衣
智子に街頭で「市民の議会」参加で声をかけられ参加する。

## スタッフ
- 脚本 - 黒沢久子、ねじめ彩木、梶原阿貴
- 脚本協力 - ねじめ彩木、梶原阿貴
- 演出 - 金井紘、石井祐介、相沢秀幸
- 音楽 - 井筒昭雄
- 主題歌 - AAA「LIFE」（avex trax）[13]
- 監修 - 松野豊（元流山市議員）
- 選挙監修 - 松田馨
- プロデュース - 草ヶ谷大輔
- 制作著作 - フジテレビ

## 放送日程
|                                                                             | 放送日         | サブタイトル                                                     | 脚本                | 演出     | 視聴率 |
| --------------------------------------------------------------------------- | -------------- | ---------------------------------------------------------------- | ------------------- | -------- | ------ |
| 第1話                                                                       | 2017年10月23日 | あなたなら誰に投票する? 今夜運命の開票                           | 黒沢久子            | 金井紘   | 9.0%   |
| 第2話                                                                       | 2017年10月30日 | 新人議員VS議会のドン&居眠り議員! 信念か忖度か…運命決する初登壇!  | 黒沢久子            | 金井紘   | 7.1%   |
| 第3話                                                                       | 2017年11月06日 | 自ら望み選んだ冤罪…こんな世の中に誰がした!?                      | 黒沢久子            | 金井紘   | 7.5%   |
| 第4話                                                                       | 2017年11月13日 | 政治の壁なんてくそ食らえ! 新米議員たちの結束                     | 黒沢久子            | 石井祐介 | 7.6%   |
| 第5話                                                                       | 2017年11月20日 | 第一章、完結! 物語は急展開! 仕掛けられた罠と死                   | 黒沢久子            | 石井祐介 | 6.9%   |
| 第6話                                                                       | 2017年11月27日 | 政治の毒を飲む覚悟はできた! 第二章・市長編開幕                   | 黒沢久子            | 金井紘   | 6.5%   |
| 第7話                                                                       | 2017年12月04日 | 市長はお前じゃない、この私 一発逆転の大勝負!                     | 黒沢久子 ねじめ彩木 | 相沢秀幸 | 5.8%   |
| 第8話                                                                       | 2017年12月11日 | これが政治!? ドンの逆襲!! やられたらやり返す                     | 黒沢久子 ねじめ彩木 | 石井祐介 | 5.3%   |
| 第9話                                                                       | 2017年12月18日 | 物語は最終章へ! 絶体絶命!? 民衆の敵はお前だ!                     | 黒沢久子 梶原阿貴   | 相沢秀幸 | 7.0%   |
| 最終話                                                                      | 2017年12月25日 | 最終回 クリスマススペシャル 緊迫の12分間! 暴かれる裏切り者の正体 | 黒沢久子            | 金井紘   | 4.6%   |
| 平均視聴率 6.7%（視聴率はビデオリサーチ調べ、関東地区・世帯・リアルタイム） |                |                                                                  |                     |          |        |

- 第1話は「プロ野球セ・リーグクライマックスシリーズ・ファイナルステージ第4戦・広島×DeNA」中継（19時 - 21時30分）のため30分繰り下げ、15分拡大の21時30分 - 22時39分に放送された。
- 第2話・最終話は、15分拡大の21時 - 22時9分に放送された。

## 副音声企画
- 第4話で小出未亜役の前田敦子と園田龍太郎役の斎藤司による副音声企画が実施された[16]。
- 第7話で岡本遼役の千葉雄大と園田龍太郎役の斎藤司による副音声企画が実施された[17]。
- 第8話でトレンディエンジェルによる副音声企画が実施された[18]。
- 第9話で佐藤公平役の田中圭と園田龍太郎役の斎藤司による副音声企画が実施された[19]。

## 受賞
- ギャラクシー賞 2017年12月度月間賞[20]

## スピンオフドラマ
『片想いの敵』（かたおもいのてき）のタイトルで、2017年10月18日（10月17日の深夜）から全5話が放送された。
キャスト
- 小出 未亜 - 前田敦子
- 伊藤沙莉
- 山中 まさし - たかし（トレンディエンジェル）

スタッフ
- プロデュース - 荒井俊雄
- 演出 - 下畠優太
- 脚本 - 小寺和久
- 制作 - フジテレビ

放送日程
- 第1話：10月18日（10月17日の深夜）1時55分 - 2時05分
- 第2話：10月25日（10月24日の深夜）1時25分 - 1時35分
- 第3話：11月01日（10月31日の深夜）1時35分 - 1時45分
- 第4話：11月08日（11月07日の深夜）1時25分 - 1時35分
- 第5話：11月15日（11月14日の深夜）1時25分 - 1時35分

## 関連商品
Blu-ray・DVD
- 民衆の敵〜世の中、おかしくないですか!?〜 Blu-ray・DVD BOX（2018年3月21日発売、フジテレビジョン）

サウンドトラック
- 民衆の敵〜世の中、おかしくないですか!?〜 オリジナル・サウンドトラック（2017年11月29日発売、ポニーキャニオン）

書籍
- 民衆の敵〜世の中、おかしくないですか!?〜 ノベライズ（上）（2017年12月6日発売、扶桑社文庫）ISBN 978-4594078805
- 民衆の敵〜世の中、おかしくないですか!?〜 ノベライズ（下）（2017年12月22日発売、扶桑社文庫）ISBN 978-4594078812